# Сен-Назер
Сен-Назе́р (фр. Saint-Nazaire [sɛ̃.na.zɛʁ], брет. Sant-Nazer) — портовый город на западе Франции, находится в регионе Пеи-де-ла-Луар, департамент Атлантическая Луара, центр округа Сен-Назер и кантонов Сен-Назер-1 и Сен-Назер-2. Расположен на правом берегу реки Луары в месте впадения ее в Бискайский залив, в 59 км к западу от Нанта, конечный пункт национальной автомагистрали N171. В центре города находится железнодорожная станция Сен-Назер линий Тур–Сен-Назер и Сен-Назер–Круазик.
Население (2017) — 69 993 человека.

## История
Люди селились в дельте Луары,  по крайней мере, со времен неолита, о чем свидетельствует наличие нескольких мегалитов на территории коммуны.  Сен-Назер является одним из предполагаемых мест существования древнего города Корбило, который греческий историк Полибий во II веке до нашей эры называл крупнейшим галльским городом на Атлантическом побережье. Однако отсутствие точных данных о расположении города делает это предположение гипотетическим. В качестве других возможных мест нахождения Корбило также предлагаются Корсет и Бене.
К периоду завоевания Цезарем Галлии в I веке до нашей эры территория Сен-Назера, вероятнее всего, принадлежала племени намнетов, хотя четкое разграничение владений намнетов и венетов на территории полуострова Геранд неизвестно. 
В VI веке в хронике  Григория Турского упоминается церковь, в которой хранятся мощи мученика Назария, в честь которого была названа деревня. 
До XIX века Сен-Назер был небольшим сельским поселением на морском побережье, жители которого в основном были заняты рыболовством. В середине XIX века приход Сен-Назер, включающий в себя территорию нынешней коммуны Порнише, насчитывал всего 3 216 жителей. Новое рождение Сен-Назера как основного порта в устье Луары связано в временем правления Наполеона III.  Так как обмеление основного русла реки все больше препятствовало проникновению крупных морских судов в морской порт Нанта, было принято решение построить  альтернативный порт. В 1856 году было углублено дно в гавани будущего порта, на следующий год в Сен-Назер пришла железная дорога, соединившая его через Нант с Парижем. 
В 1868 год Сен-Назер стал супрефектурой.  В течение этого периода население Сен-Назера стремительно росло, что дало ему прозвище «Маленькая бретонская Калифорния».
Во время Первой мировой войны порт Сен-Назера был местом высадки американских войск. В порту был построен рефрижераторный склад, один из первых во Франции.

## Вторая мировая война

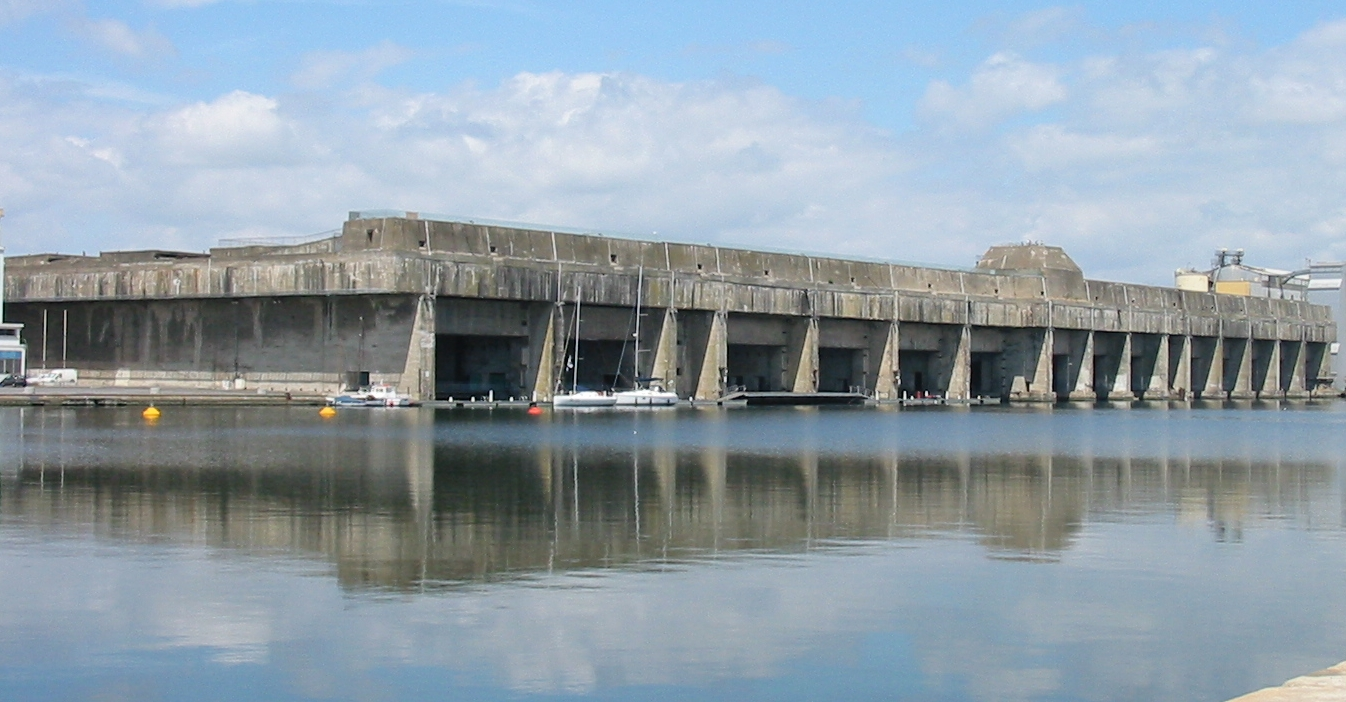
Бункер для подводных лодок в Сен-Назере

В 1940 году порт быстро был занят подразделениями Кригсмарине. В декабре немецкие инженеры  организации Тодта осмотрели порт и его объекты на предмет строительства здесь базы подводного флота. Первые три бункера были открыты в июне 1941 года лично адмиралом Дёницем.  К 1943 году база была расширена до четырнадцати бункеров. Многочисленные мощные противовоздушные батареи в  виде концентрических кругов обеспечивали оборону от воздушных налетов; по всему побережью были установлены многочисленные заграждения.
Ввиду невозможности уничтожения базы союзники решили «сделать невозможным» жизнь немцев, уничтожив город и всю гражданскую или военную инфраструктуру. Дневные и ночные налеты разрушили город более чем на 80 %. Эти бомбардировки привели к многочисленным жертвам среди гражданского населения, но не помешали оккупантам, которые переместили в Ла-Боль большую часть своих объектов. В марте 1942 года британские диверсанты взорвали главный док базы, воспрепятствовав тем самым  ремонту немецких линкоров.
Любопытно, что укрытия для подводных лодок (как и все такие укрытия в Бискае) выдержали бомбежки; за всю войну ни одна лодка в них не пострадала.
После высадки союзников в Нормандии немецкие войска отступили в район базы подводного флота и создали зону сопротивления, получившую название «карман Сен-Назер».  Бои здесь продолжались даже после общепринятой даты окончания Второй мировой войны – местный гарнизон сложил оружие только  11 мая 1945 года. Таким образом, Сен-Назер стал последним городом, освобожденным от нацистов в Европе. 
После Второй мировой войны город был отстроен в минималистском стиле. Расположенная в порту Сен-Назера верфь Chantiers de l’Atlantique является одной из крупнейших в мире: на ней были построены большинство судов компании MSC Cruises, а также крупнейшее по пассажировместимости судно в мире Symphony of the Seas. 

## Достопримечательности
- Памятники вдоль набережной: мемориал  американским солдатам, памятник отмене рабства, мемориал кораблю Ланкастрия, потопленному в июне 1940 года на рейде Сен-Назера
- Бывшая немецкая база подводного флота с музеем Escal'Atlantic, французской подводной лодкой L'Espadon
- Приходская церковь Святого Назария
- Церковь  Святого Гунтарда Нантского 1959 года
- Театр в здании бывшего вокзала

## Порт

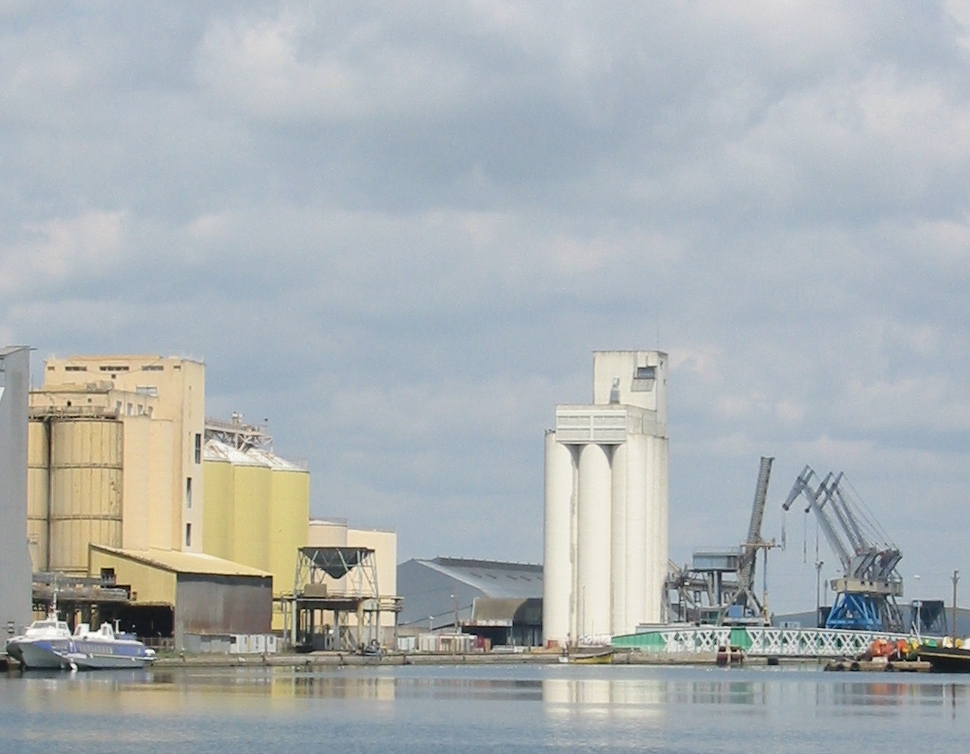
Внутренность док-бассейна Bassin de Penhoët

Луара является первой по длине рекой Франции, и треть её морской торговли (включая каботаж) проходит через Нант и его аванпорт Сен-Назер. Последний находится непосредственно при впадении реки в Бискайский залив. Луара судоходна для океанских судов на всем участке до Нанта (35 миль вверх по течению): гарантированная глубина на фарватере 10 м, ширина реки в нижней части свыше мили, в районе Нанта 1÷2 каб. Приемный маяк Эгильон (l’Aiguillon) характеристика ГрЗтм(4)БлКр12с,27м13М. В 1,5 милях выше Сен-Назера реку перекрывает неразводной мост; минимальная высота в судоходном пролёте 50 м.
Порт Сен-Назер расположен на северном (правом) берегу реки. Характерен высокими приливами: до 5,8 м в высокую воду. Приливно-отливные течения направлены в основном вдоль русла, и существенно влияют на общую скорость течения. Влияние заметно до Пэмбёф (фр. Paimboeuf, 11 миль вверх по течению): на внешних подходах течение достигает 1,4 уз при приливе, 1,7 уз при отливе; у Сен-Назера до 4 уз в обоих случаях; у Пэмбёф до 2,5 уз.
Соответственно, основную часть причального фронта составляют три док-бассейна (фр. Bassin de Saint-Nazaire, Bassin de Penhoët, Normandie Dock), с основным доступом через аванпорт, и дополнительным через шлюз на E стороне Bassin de Saint-Nazaire. Внешние гавани и аванпорт осыхающие. Шлюзовые ворота док-бассейнов открываются четырежды в сутки, в промежутках между высокой и низкой водой. Глубины у причалов позволяют швартовку судов всех классов, за исключением супертанкеров. Длина причального фронта свыше 3700 м. Имеются 4 сухих дока и стапель судостроительной верфи фр. Chantiers de l'Atlantique длиной 750 м.
Парусный и водно-моторный спорт представлены слабо: маломерные спортивные суда вынуждены разделять причалы с торговыми. Поэтому катера и яхты предпочитают гавани фр. Pornichet и Pornic на берегу залива по обе стороны от устья. Тем не менее для судов с малой осадкой возможен доступ через Луару в бретонскую систему рек и каналов, с выходом в Ла-Манш у Сен-Мало.

## Климат
| Показатель                      | Янв.  | Фев.  | Март | Апр. | Май  | Июнь | Июль | Авг. | Сен. | Окт. | Нояб. | Дек.  | Год   |
| ------------------------------- | ----- | ----- | ---- | ---- | ---- | ---- | ---- | ---- | ---- | ---- | ----- | ----- | ----- |
| Абсолютный максимум, °C         | 15,3  | 19,8  | 22,5 | 27,5 | 29,8 | 37,2 | 36,0 | 36,0 | 31,9 | 26,2 | 20,3  | 16,4  | 37,2  |
| Средний максимум, °C            | 8,6   | 9,5   | 11,9 | 14,5 | 17,7 | 21,4 | 23,9 | 23,4 | 21,3 | 17,1 | 12,2  | 9,3   | 15,9  |
| Средняя температура, °C         | 5,6   | 6,2   | 8,0  | 10,2 | 13,2 | 16,4 | 18,6 | 18,2 | 16,3 | 12,8 | 8,6   | 6,3   | 11,7  |
| Средний минимум, °C             | 2,6   | 2,9   | 4,2  | 5,9  | 8,8  | 11,5 | 13,4 | 13,1 | 11,2 | 8,5  | 5,1   | 3,3   | 7,5   |
| Абсолютный минимум, °C          | −13,8 | −13,7 | −8,1 | −3   | −0,9 | 2,0  | 6,5  | 4,7  | 1,1  | −5,9 | −7,9  | −10,6 | −13,8 |
| Норма осадков, мм               | 81,3  | 68,3  | 59,3 | 48,9 | 65,3 | 42,6 | 38,0 | 39,6 | 58,0 | 78,6 | 81,9  | 79,5  | 741,3 |
| Температура воды, °C            | 11    | 10    | 10   | 11   | 13   | 15   | 18   | 18   | 17   | 16   | 14    | 12    | 13    |
| Источник: , World Climate Guide |       |       |      |      |      |      |      |      |      |      |       |       |       |

## Экономика
Структура занятости населения:
- сельское хозяйство — 0,3 %
- промышленность — 21,8 %
- строительство — 5,5 %
- торговля, транспорт и сфера услуг — 38,7 %
- государственные и муниципальные службы — 33,7 %

Уровень безработицы (2017 год) — 17,0 % (Франция в целом — 13,4 %, департамент Атлантическая Луара — 11,6 %). 

Среднегодовой доход на 1 человека, евро (2017 год) — 20 270 (Франция в целом — 21 110, департамент Атлантическая Луара — 21 910).

## Демография
Динамика численности населения, чел.

## Администрация
Пост мэра Сен-Назера с 2014 года занимает социалист Дави Самзён (David Samzun). На муниципальных выборах 2020 года возглавляемый им левый блок победил в 1-м туре, получив 57,15 % голосов.
| Период | Период | Фамилия        | Партия                                     | Примечания          |
| ------ | ------ | -------------- | ------------------------------------------ | ------------------- |
| 1954   | 1968   | Франсуа Бланшо | Французская секция Рабочего интернационала |                     |
| 1968   | 1983   | Этьен Ко       | Социалистическая партия                    |                     |
| 1983   | 2014   | Жоэль-Ги Баттё | Социалистическая партия                    | инженер-химик       |
| 2014   |        | Дави Самзён    | Социалистическая партия                    | банковский служащий |

## Города-побратимы
- Сандерленд, Великобритания
- Зарлуи, Германия
- Авилес, Испания
- Сент-Юбер[англ.], Канада
- Махдия, Тунис

## Галерея

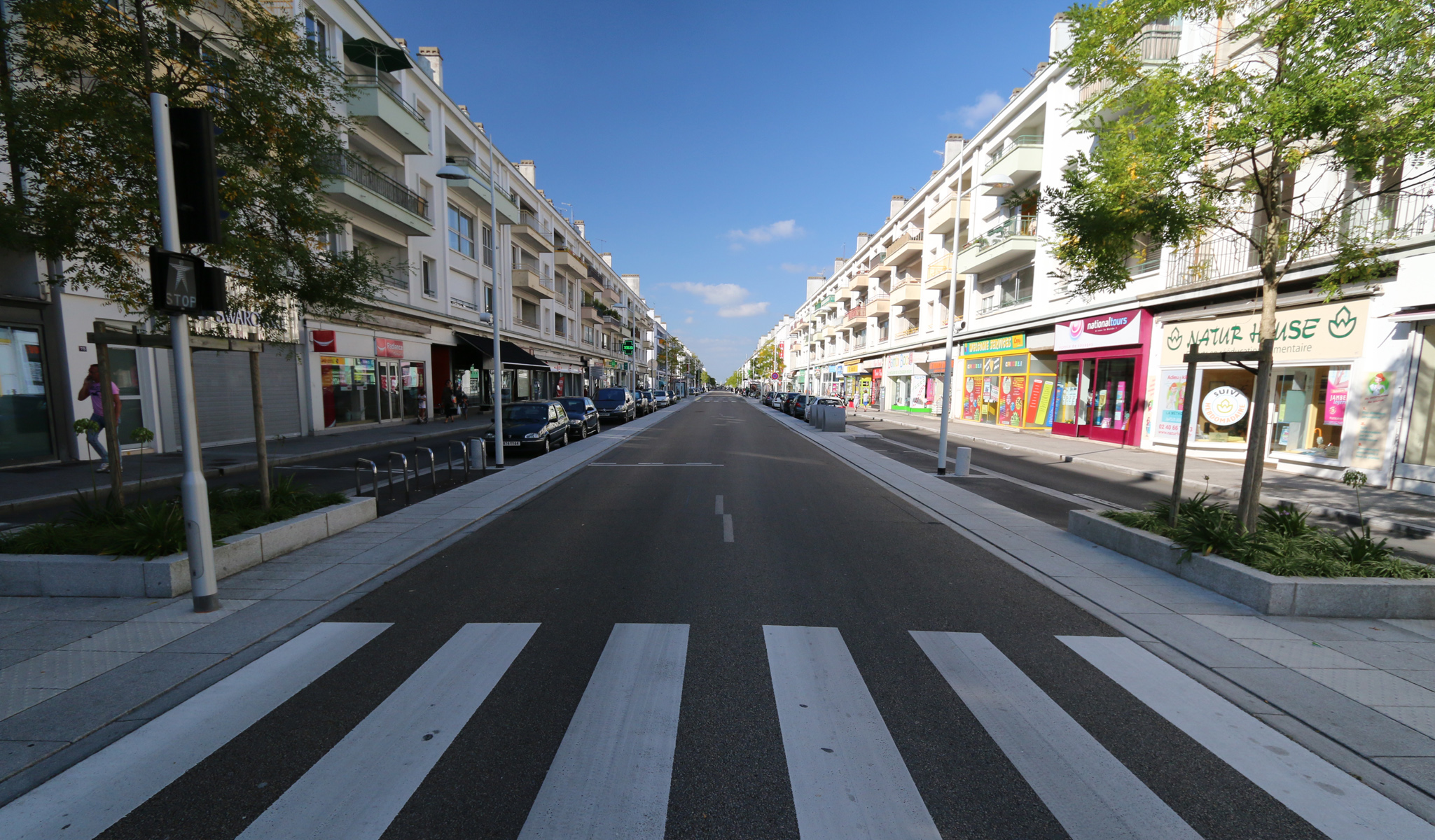
Авеню Республики
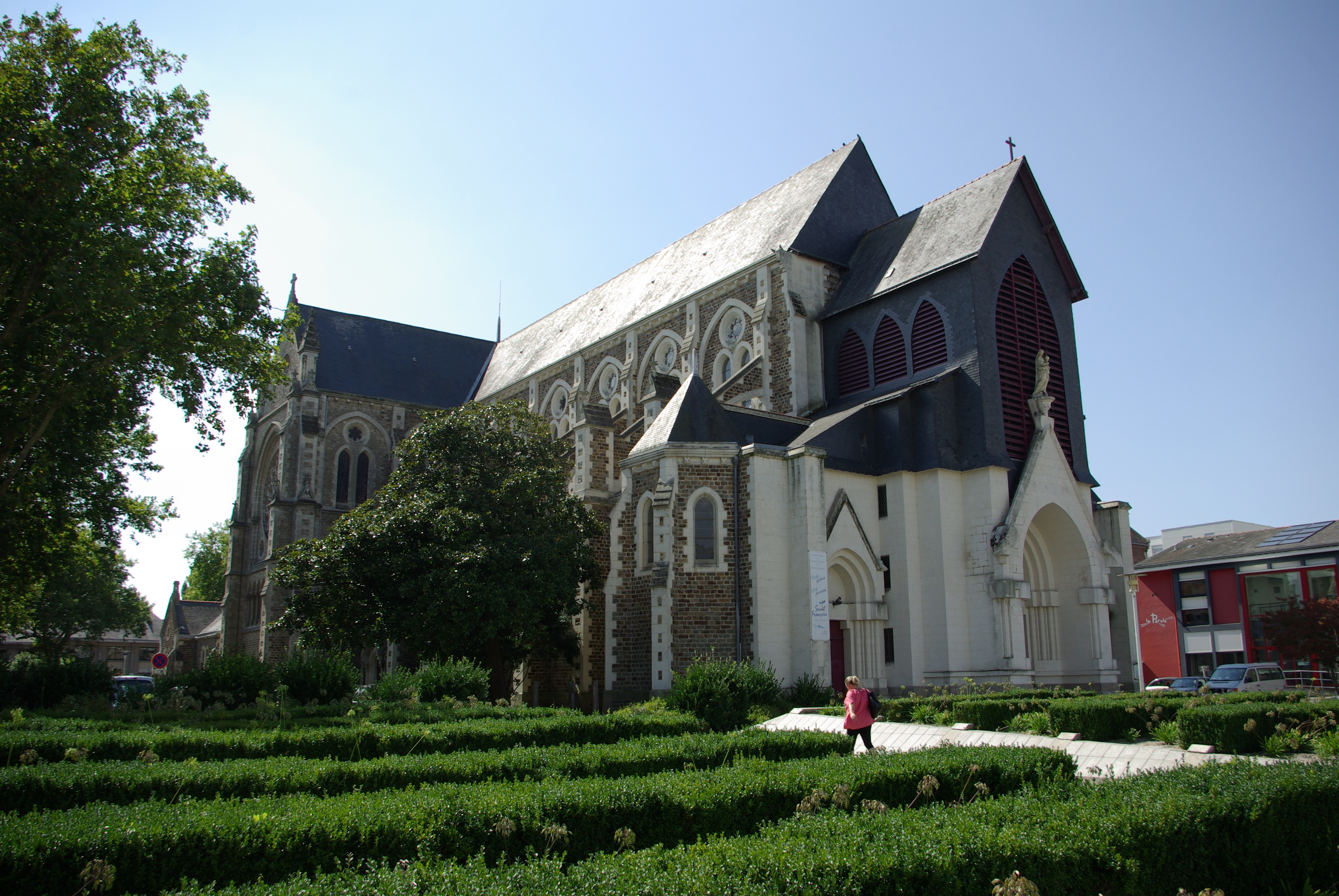
Церковь Святого Назария
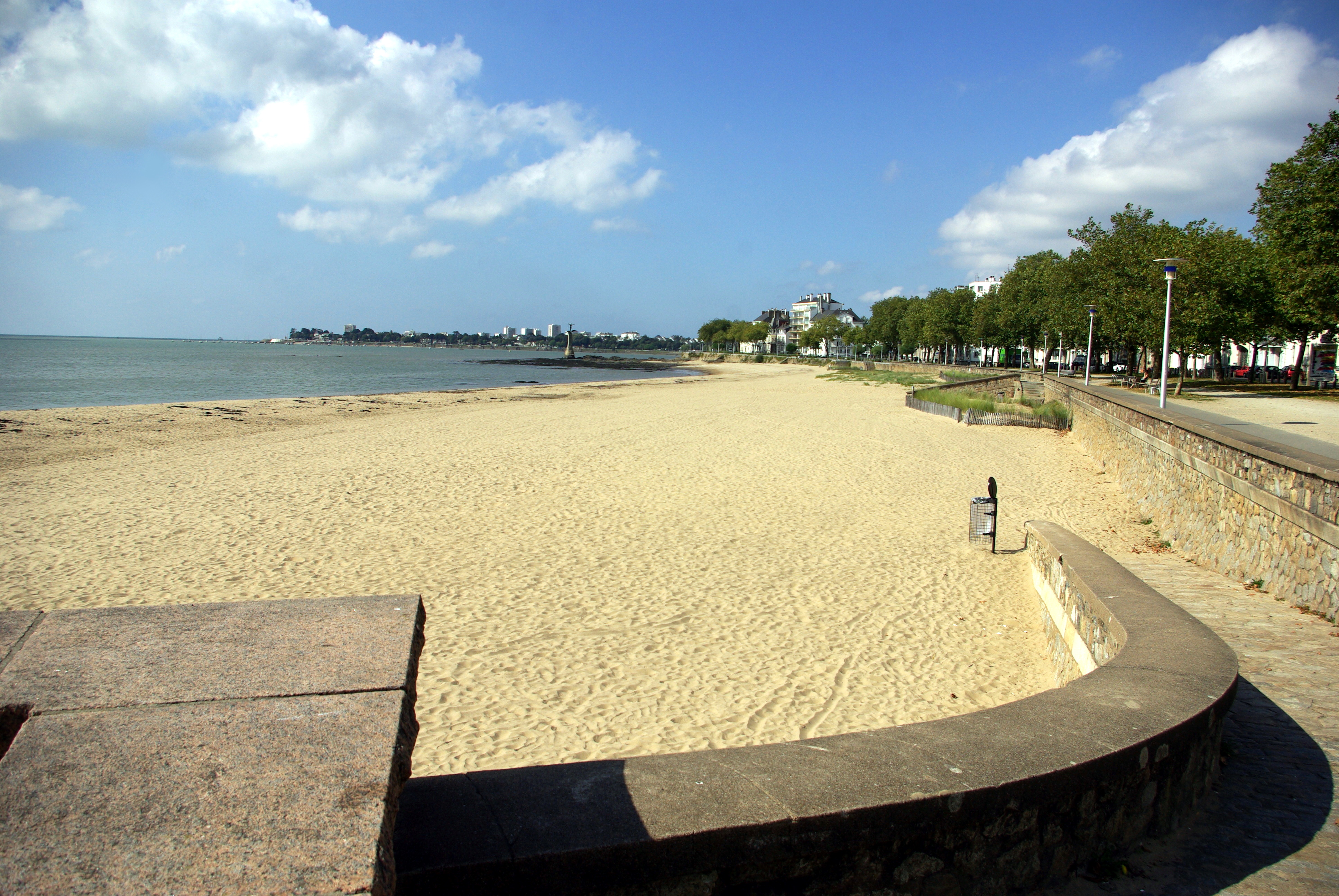
Пляж Сен-Назера
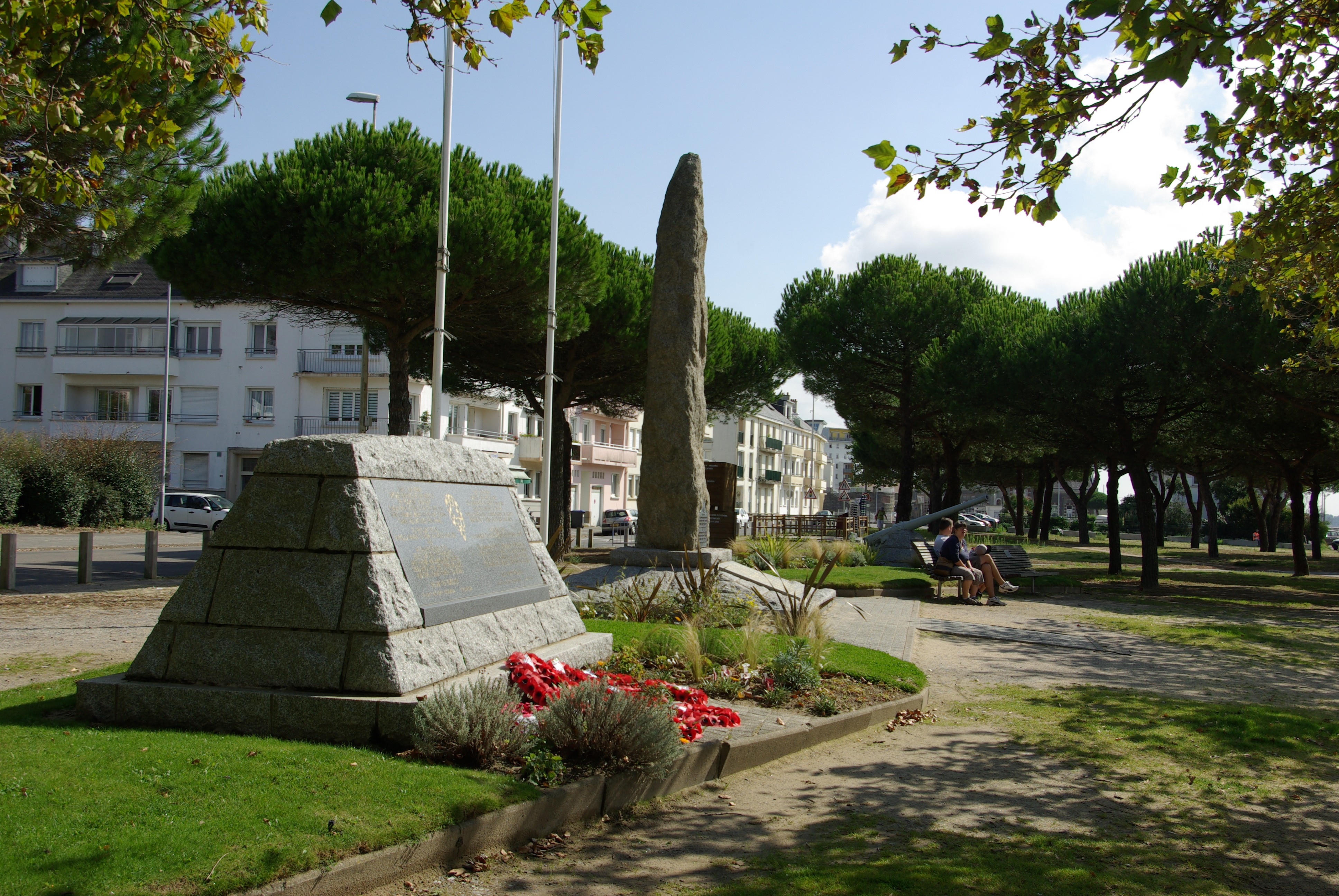
Мемориал «Ланкастрии»
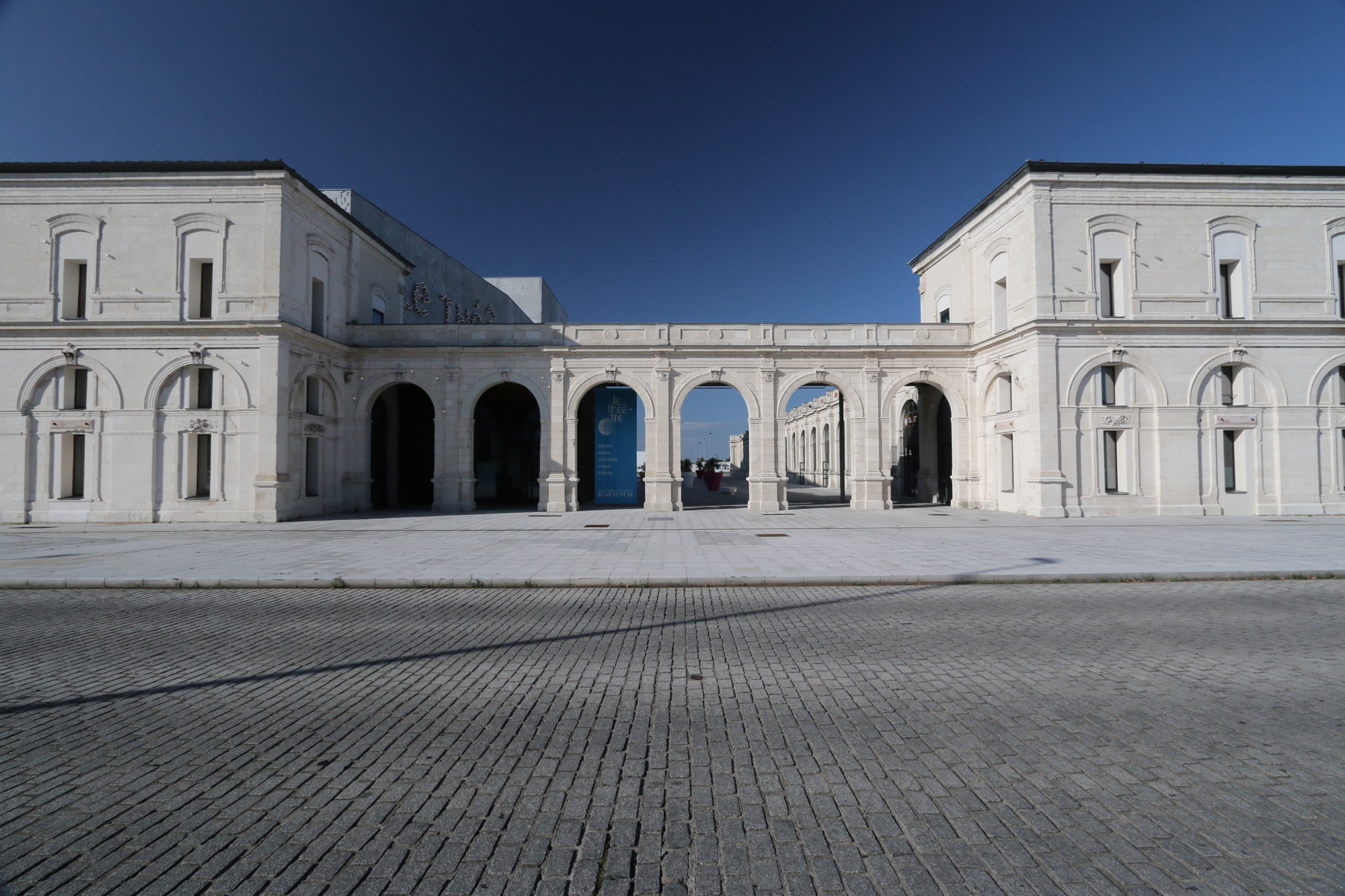
Здание театра